# EjendomDanmark
EjendomDanmark er en dansk brancheorganisation for ejendomsejere, ‑udlejere og ejendomsadministratorer.
Organisationen blev dannet i 1998 og har rødder i Udlejerforeningen Danmark og Københavns Grundejerforening, der blev grundlagt allerede i 1860. Grundejerforeningen blev fusioneret med Ejendomsforeningen Danmark i 2004. I 2018 skiftede organisationen navn til EjendomDanmark. 
Organisationen informerer medlemmerne om den nyeste lovgivning, repræsenterer medlemmerne i forhold til det politiske system og tilbyder kurser i ejendomsadministration. EjendomDanmark udgiver bladene Ejendom og Ejendom Jura . Hovedsædet er beliggende i København, mens der er afdelinger i Århus og Odense.